# Porter
Se även Porter (olika betydelser).

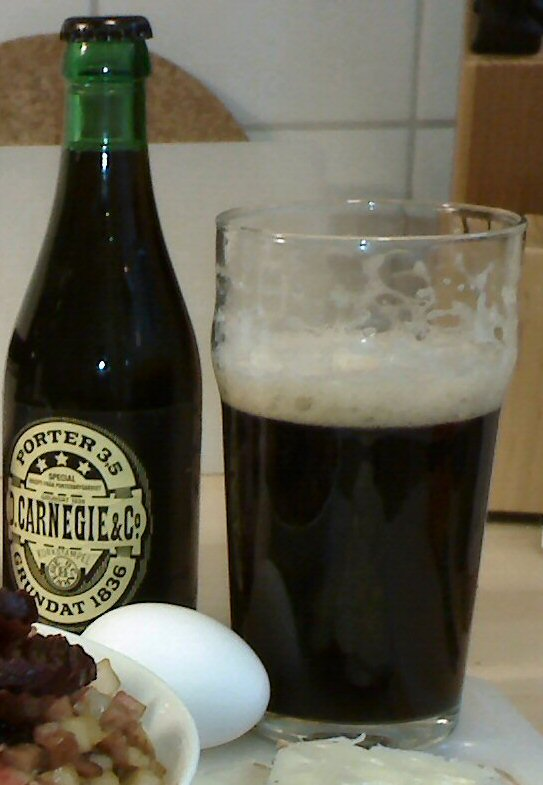
Ett glas svensk porter serverat till en tallrik pytt-i-panna.

Porter är ett mörkt, överjäst öl. Porter är en stark, svart-brun ölsort, som har en besk, frisk och aromatisk smak. En del av det till porterbryggningen använda maltet rostas starkt, varigenom dess dextrin och maltos karamelliseras, vilket ger smak åt portern. Brygden avtappas långt innan den används, så att en fullständig efterjäsning på buteljerna kan äga rum. Porter innehåller vanligen 5–7 volymprocent alkohol och ungefär lika mycket extrakt (socker). Den starkaste sorten, som vid början av 1900-talet kallades double brown stout var mycket extraktrikare (10–11 procent).

## Ursprung
Innan porterns tillkomst drack man i Storbritannien ofta en blandning av de då gängse ölsorterna, ale, beer och twopenny. En bryggare Harwood lyckades förena dessa tres smak i en ny brygd, vilken för sina stärkande egenskaper snart blev omtyckt i synnerhet av bärare och andra grovarbetare. I England benämndes dock portern i början av 1900-talet vanligen beer eller stout. Namnet porter finns noterat från 1740-talet och kan enligt den brittiske ölskribenten Michael Jackson komma sig av att öltypen, som uppstod i samband med industrialismen, var en följd av de nya bryggeriförhållandena som då uppstod. Dittills hade pubarna ofta själva bryggt sitt öl, men nya fristående bryggerier, shipping breweries, fick då distribuera sitt öl till utskänkningsställena. Utkörarna skulle då kunnat ha ropa Porter!, det vill säga "stadsbud" eller "bärare", när de körde ut sina produkter och behövde uppmärksamma leveransen. En starkare variant kom sedan att kallas Stout-Porter som sedan förkortades till stout. En klar och tydlig internationell definition av skillnaden mellan porter och stout finns inte. När Carnegie exporterade sin porter till exempelvis USA kallade man den för stout.

### Sverige
Under 1700-talets slut började viss tillverkning ske i Sverige. År 1817 startade porterproduktionen i vid det Lorentska bryggeriet i Klippan i Göteborg. År 1836 togs driften över av David Carnegie d.y.. Carnegie Porter har sedan dess varit den helt dominerande portern i Sverige, även om Bjurholms Bryggeri hade flest marknadsandelar i Stockholm. Produktionen upphörde i Göteborg 1975 för att flyttas till Torsby, Sundsvall, Bromma och 2004 till Falkenberg. Sedan slutet av 1990-talet finns öltypen representerad hos ett antal svenska mikrobryggerier, till exempel Stormaktsporter från Närke kulturbryggeri.

## Användning
Lagrad porter får med åren alltmer karaktär av madeiravin, och den dracks ofta till söta bakverk och chokladkaka, och passar även till mörk choklad.

## Porter i Östersjöregionen

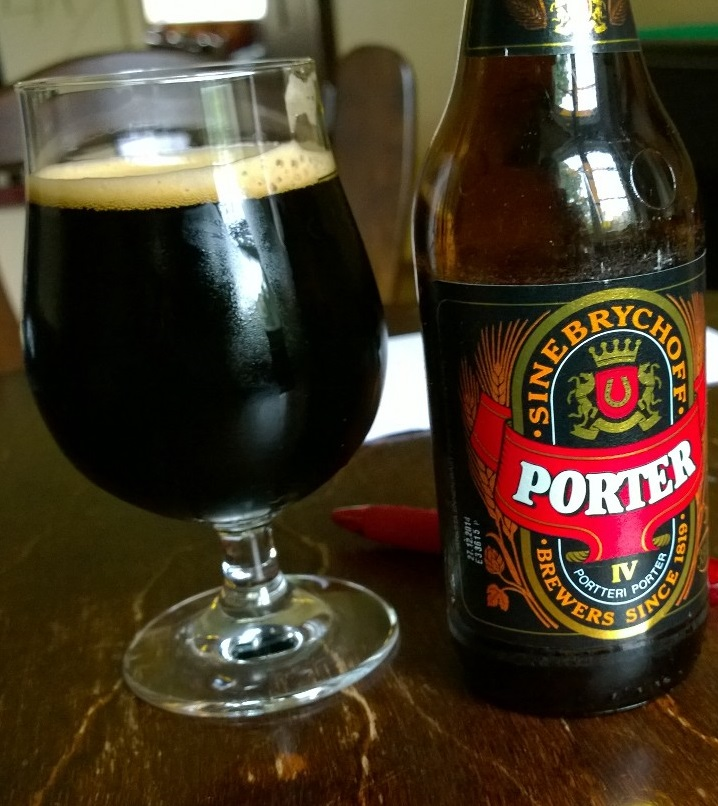
Sinebrychoff Koff Porter Finland
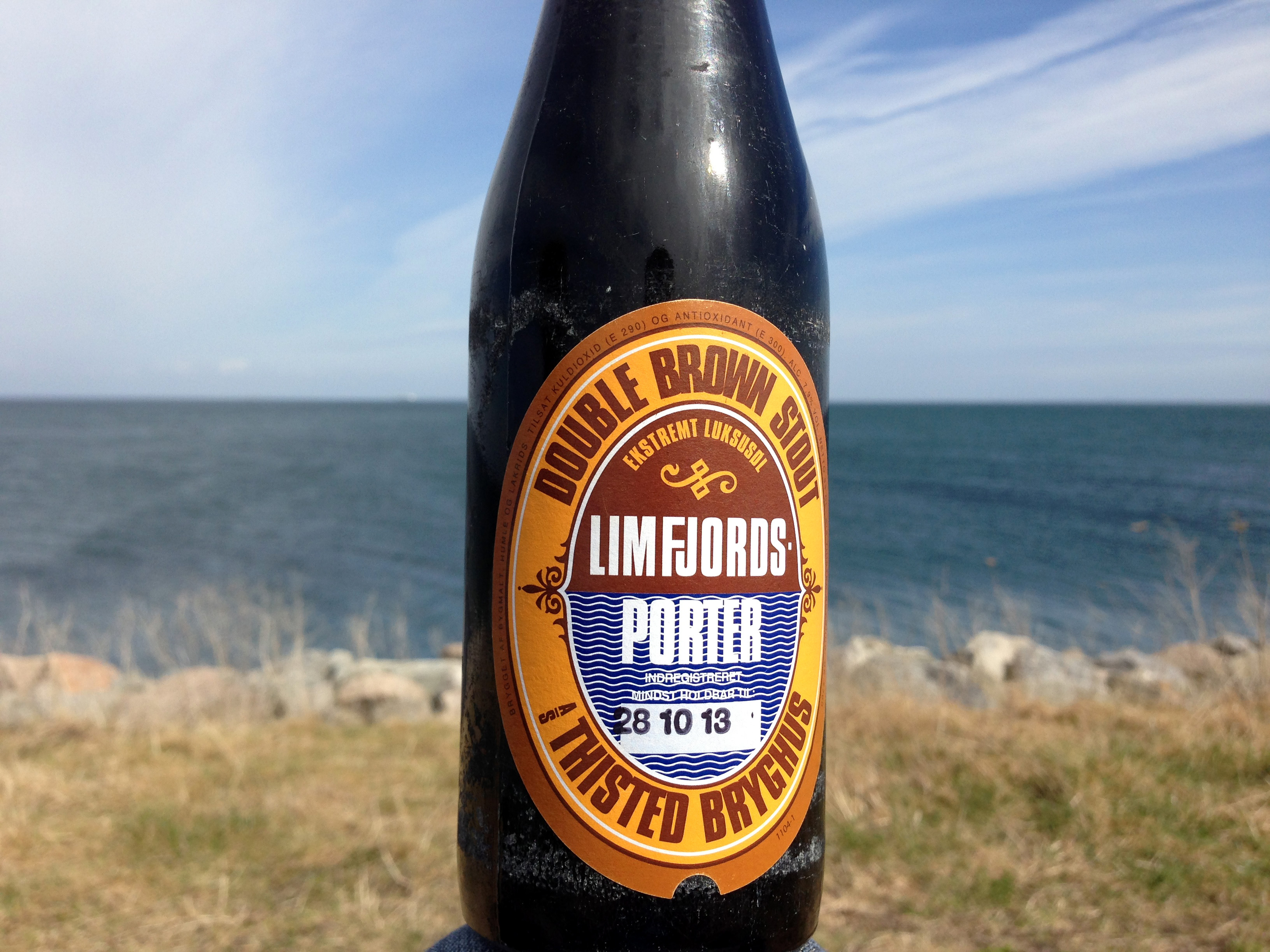
Thisted Bryghus Limfjords Porter Danmark
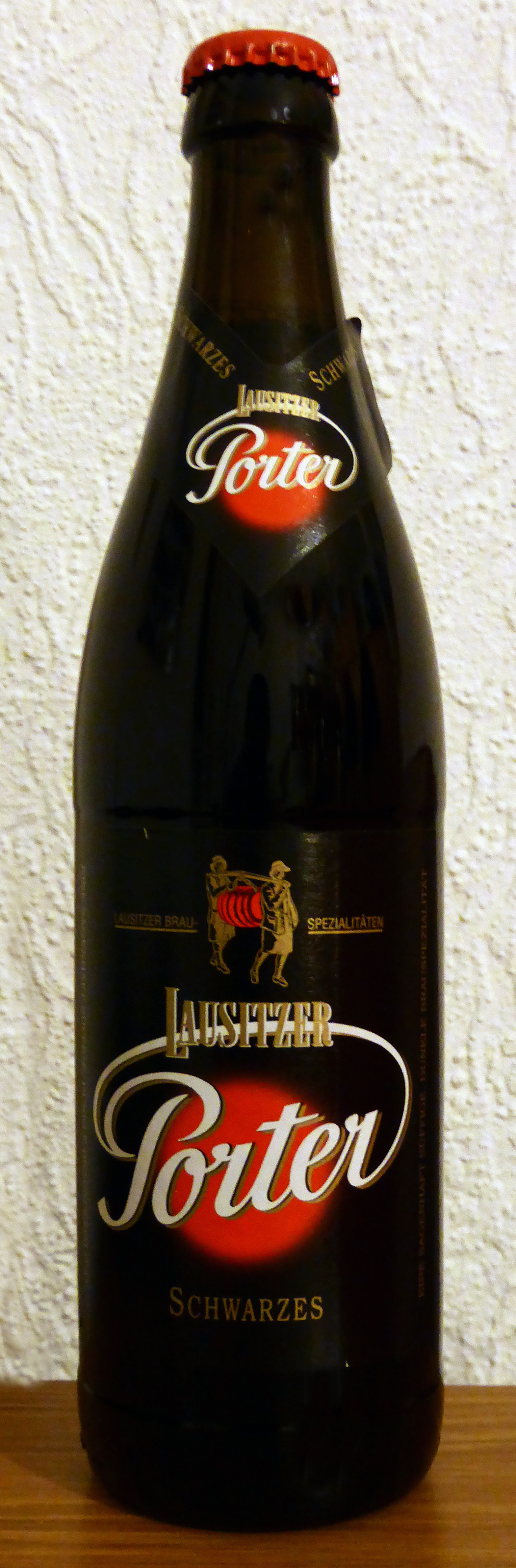
Bergquell-Brauerei Lausitzer Porter Tyskland
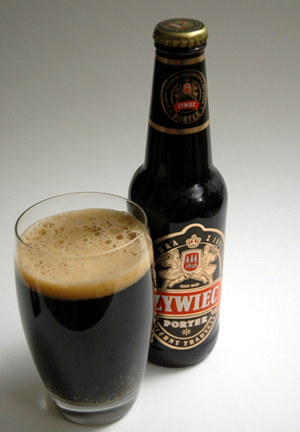
Żywiec Porter bałtycki Polen
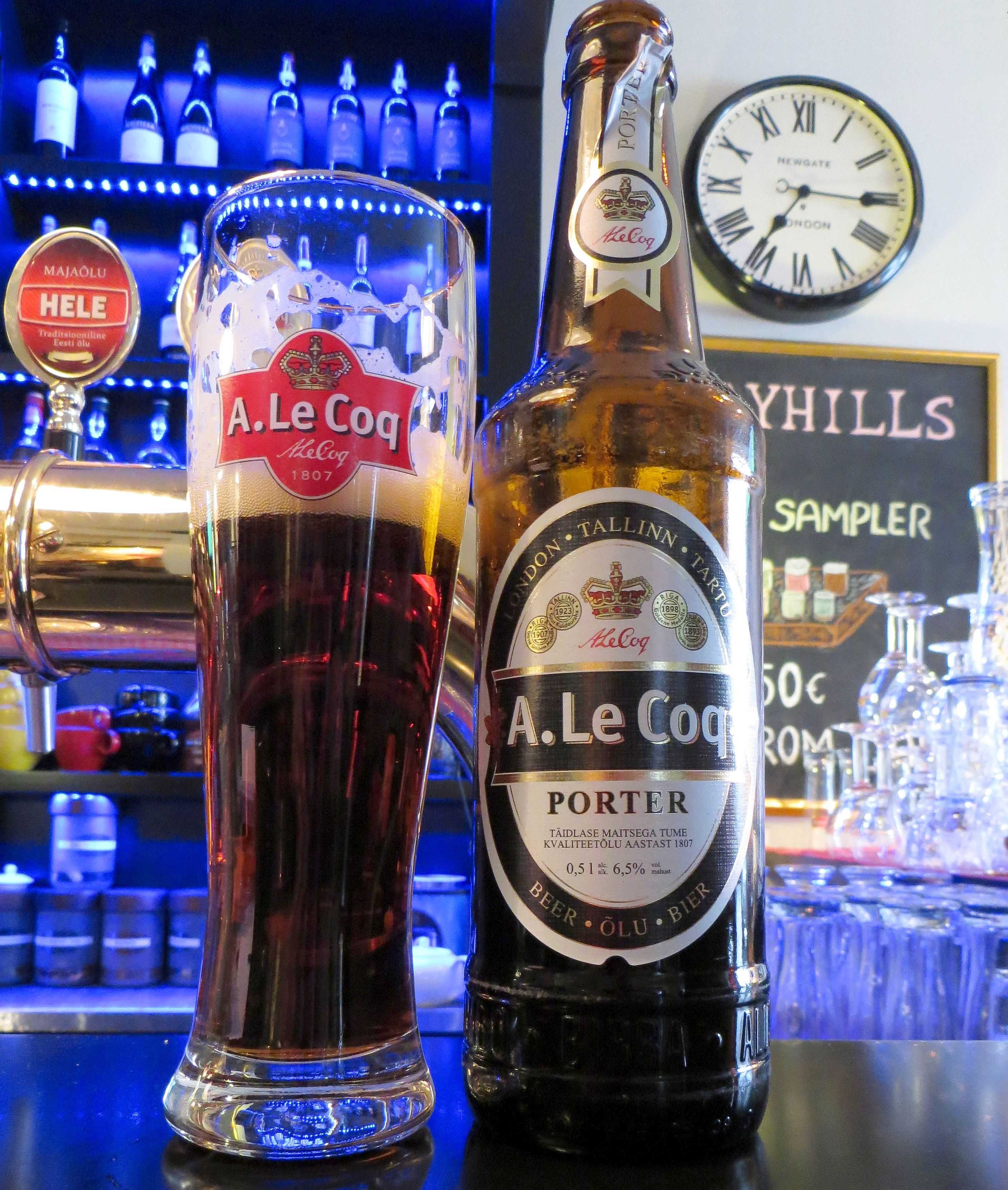
A. Le Coq Porter Estland